# Langlaufen op de Olympische Winterspelen 2010 - Teamsprint vrouwen
De teamsprint vrije stijl voor vrouwen tijdens de Olympische Winterspelen 2010 vond plaats op maandag 22 februari in het Whistler Olympic Park in Whistler. Titelhoudsters waren Anna Dahlberg en Lina Andersson uit Zweden.

## Uitslagen

### Halve finales
Heat 1
| # | Bib | Land        | Namen                                     | Tijd    | Opm. |
| - | --- | ----------- | ----------------------------------------- | ------- | ---- |
| 1 | 6   | Frankrijk   | Karine Laurent Philippot Laure Barthélémy | 18:42.2 | Q    |
| 2 | 1   | Italië      | Magda Genuin Arianna Follis               | 18:43.0 | Q    |
| 3 | 3   | Duitsland   | Evi Sachenbacher-Stehle Claudia Nystad    | 18:43.5 | Q    |
| 4 | 8   | Polen       | Kornelia Marek Sylwia Jaśkowiec           | 18:44.1 | q    |
| 5 | 4   | Rusland     | Irina Chazova Natalja Korosteleva         | 18:48.0 | q    |
| 6 | 2   | Finland     | Riitta-Liisa Roponen Riikka Sarasoja      | 18:53.8 | q    |
| 7 | 5   | Japan       | Nobuko Fukuda Madoka Natsumi              | 19:51.7 |      |
| 8 | 9   | Oekraïne    | Kateryna Grygorenko Maryna Antsybor       | 19:55.6 |      |
| 9 | 7   | Zwitserland | Bettina Gruber Silvana Bucher             | 20:04.6 |      |

Heat 2
| # | Bib | Land             | Namen                              | Tijd    | Opm. |
| - | --- | ---------------- | ---------------------------------- | ------- | ---- |
| 1 | 12  | Zweden           | Charlotte Kalla Anna Haag          | 18:35.9 | Q    |
| 2 | 11  | Noorwegen        | Astrid Jacobsen Celine Brun-Lie    | 18:47.2 | Q    |
| 3 | 16  | Verenigde Staten | Caitlin Compton Kikkan Randall     | 18:48.9 | Q    |
| 4 | 14  | Canada           | Daria Gaiazova Sara Renner         | 18:54.9 | q    |
| 5 | 10  | Slovenië         | Katja Visnar Vesna Fabjan          | 18:58.9 |      |
| 6 | 15  | Kazachstan       | Oxana Jatskaja Elena Kolomina      | 19:33.6 |      |
| 7 | 17  | Wit-Rusland      | Ekaterina Rudakova Olga Vasiljonok | 19:52.3 |      |
| 8 | 13  | Estland          | Triin Ojaste Kaija Udras           | 20:02.2 |      |
| 9 | 18  | China            | Man Dandan Li Hongxue              | 20:02.7 |      |

### Finale
| #      | Bib | Land             | Namen                                     | Tijd    | Verschil |
| ------ | --- | ---------------- | ----------------------------------------- | ------- | -------- |
| Goud   | 3   | Duitsland        | Evi Sachenbacher-Stehle Claudia Nystad    | 18:03.7 | +0.0     |
| Zilver | 12  | Zweden           | Charlotte Kalla Anna Haag                 | 18:04.3 | +0.6     |
| Brons  | 4   | Rusland          | Irina Chazova Natalja Korosteleva         | 18:07.7 | +4.0     |
| 4      | 1   | Italië           | Magda Genuin Arianna Follis               | 18:14.2 | +10.5    |
| 5      | 11  | Noorwegen        | Astrid Jacobsen Celine Brun-Lie           | 18:32.8 | +29.1    |
| 6      | 16  | Verenigde Staten | Caitlin Compton Kikkan Randall            | 18:51.6 | +47.9    |
| 7      | 14  | Canada           | Daria Gaiazova Sara Renner                | 18:51.8 | +48.1    |
| 8      | 2   | Finland          | Riitta-Liisa Roponen Riikka Sarasoja      | 18:56.6 | +52.9    |
| 9      | 8   | Polen            | Kornelia Marek Sylwia Jaśkowiec           | 18:59.1 | +55.4    |
| 10     | 6   | Frankrijk        | Karine Laurent Philippot Laure Barthélémy | 19:04.2 | +1:00.5  |